# بروس بوسلي
بروس بوسلي (بالإنجليزية: Bruce Bosley)‏ هو لاعب كرة قدم أمريكية أمريكي، ولد في 5 نوفمبر 1933 في فريسنو في الولايات المتحدة، وتوفي في 26 أبريل 1995 في سان فرانسيسكو في الولايات المتحدة.

## وصلات خارجية
- بروس بوسلي على موقع مرجع كرة القدم المحترفة.كوم (الإنجليزية)